# The Taking of Pelham 123 (novela)
Asalto al tren Pelham Uno Dos Tres (1973) es una novela de suspense escrita por Morton Freedgood bajo el seudónimo de John Godey. El título de la novela se deriva de señal de llamada del tren. Cuando un tren del metro de Nueva York comienza a circular, se le da un distintivo de llamada basado en la hora y la estación, en este caso, Pelham Bay Park a las 13:23

## Argumento
Comienza un día normal en el metro de Nueva York, pero la normalidad es interrumpida por el secuestro de un tren en la línea 6 del metro. Cuatro hombres armados con metralletas desenganchan el convoy de cola y toman 17 rehenes.
El grupo de secuestradores formado por Ryder, un exmercenario, Longman, un ex-maquinista descontento; Welcome, un ex-matón violento de la mafia, y Steever, una poderosa bestia, amenaza con ejecutar a los rehenes a menos que la ciudad pague un millón de dólares como rescate.
Mientras la ciudad se apresura para cumplir las exigencias, la policía de tránsito trata de descifrar el plan de los secuestradores. Lo que no saben es que Longman ha descubierto la manera de puentear el pedal de hombre muerto, lo que permite al coche moverse solo (con la policía persiguiéndolo en la calle, por encima de los túneles), mientras los secuestradores escapan a través de una salida de emergencia.
Sin embargo, mientras se preparan para salir, Ryder y Welcome comienzan a discutir, terminando con Ryder disparando fatalmente a Welcome. La demora permite que uno de los pasajeros, un policía de paisano que saltó del tren cuando este empezó a acelerar, disparar a Steever. Longman escapa mientras Ryder dispara al policía. Cuando Ryder está a punto de pegarle un tiro mortal en la cabeza, muere a tiros por el subinspector jefe Daniels de la Brigada de Operaciones Especiales. La novela termina con la detención de Longman.

## Adaptaciones
La novela ha sido adaptada al cine y la televisión en tres ocasiones:
- Pelham 123 (Joseph Sargent, 1974)
- Pelham 1, 2, 3 (Secuestro en Nueva York) (Félix Enríquez Alcalá, 1998)
- Asalto al tren Pelham 123 (Tony Scott, 2009)

## Consecuencias
La MTA, tras pensar en la repercusión que tuvo la película en los espectadores, cancelaron durante varios años la salida de las 1:23 del tren de la estación Pelham. No obstante, aunque esta normativa fue anulada posteriormente, los maquinistas aún evitan coincidir con esa hora.